# Pungala (parroquia)

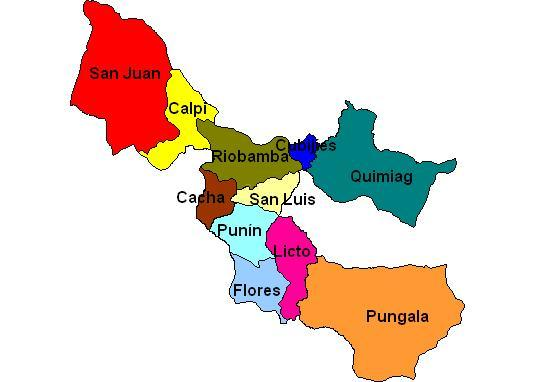
Localización de las parroquias rurales en el cantón Riobamba.

Pungala es una de las parroquias rurales del cantón Riobamba, en la provincia de Chimborazo, en el Ecuador.
Limita al norte con el cantón Chambo, al sur con el cantón Guamote, al oeste con Licto y al este con la provincia de Morona Santiago.

## Características demográficas
Según el Sistema Integrado de Indicadores Sociales del Ecuador, SIISE, la pobreza por necesidades básicas insatisfechas, alcanza el 95,06% de la población total de la parroquia, y el 79,75 % de pobreza extrema. 
La población económicamente activa es de 2.626 habitantes.
De acuerdo con los datos presentados por el Instituto Ecuatoriano de Estadísticas y Censos (INEC), del último Censo de Población y Vivienda, realizado en el país en el 2001, Pungala presenta una población predominantemente joven. 
La población femenina alcanza el 53,36%, mientras que la masculina, el 43,64%. El analfabetismo en mujeres se presenta en 43,62%, mientras que en varones: 24,62%.
| Población - Dinámica demográfica | Habitantes |
| Población (habitantes)           | 6.110      |
| Población - hombres              | 3.260      |
| Población - mujeres              | 2.850      |
| Población - menores a 1 año      | 150        |
| Población - 1 a 9 años           | 1.608      |
| Población - 10 a 14 años         | 918        |
| Población - 15 a 29 años         | 1.229      |
| Población - 30 a 49 años         | 1.132      |
| Población - 50 a 64 años         | 619        |
| Población - de 65 y más años     | 454        |

## Servicios básicos
Tienen acceso a la red de alcantarillado, el 9% de las viviendas, mientras que el 14% los hogares disponen de algún tipo de servicio higiénico exclusivo.
Otros indicadores de cobertura de servicios básicos son:
- Agua entubada por red pública dentro de la vivienda: 18%.
- Energía Eléctrica 86%.
- Servicio telefónico 4%.

Déficit de servicios residenciales básicos 49% de las viviendas.